# 朝倉道子
朝倉 道子（あさくら みちこ）とは元宝塚歌劇団娘役（元月組副組長）。本名:岡昭子。高知県高知市出身。芸名の由来は出生地である高知市朝倉の地に因む。宝塚歌劇団時代の愛称は昭ちゃん、岡さん。以前の芸名は朝倉 糸子（あさくら いとこ）であった。

## 来歴・人物
1940年に宝塚音楽舞踊学校（現在の宝塚音楽学校）に入学し、1943年に30期生として宝塚歌劇団に入団。初舞台は『太陽の子供達』。宝塚入団時の成績は14人中6位。
1952年?から1953年?まで月組副組長を務める。
1956年1月1日 に宝塚歌劇団を退団。最終出演公演の演目は『国姓爺合戦』である。

## 宝塚歌劇団時代の主な舞台
- 『白き花の悲歌（エレジー）』（雪組・1951年）
- 『虞美人』桃娘 役（月組・1951年）

## 映画出演
- 恋風街道（1954年、東宝）- 娘お袖

## 受賞
- 宝塚歌劇団年度賞・助演演技賞（1953年）[2]